# Зеленоборский сельский округ
Зеленобо́рский се́льский окру́г (каз. Зеленобор ауылдық округі) — административная единица в составе Бурабайского района Акмолинской области Казахстана.
Административный центр — село Зеленый Бор.

## География
Административно-территориальное образование расположено в северо-восточной части Бурабайского района. В состав сельского округа входят 6 населённых пунктов.
Граничит с землями административно-территориальных образований: Амандыкский, Алаботинский сельские округа Тайыншинского района — на севере, Ангалбатырский, Донской сельские округа района Биржан сал — на востоке, Национальный парк «Бурабай» — на юге, западе.
Территория сельского округа охватывает восточную часть Кокшетауской возвышенности, располагаясь непосредственно между Казахском мелкосопочником и Западно-Сибирской равниной. Рельеф — преимущественно мелкосопочный, в северной части — преобладают равнины. Общий уклон — с юга на север. Средняя высота — 260—270 метров над уровнем моря.
Гидрографические компоненты: озёра Беттыбулак, Карасор, Ортасор.
Климат холодно-умеренный, с хорошей влажностью. Среднегодовая температура воздуха положительная и составляет около +3,0°С. Среднемесячная температура воздуха в июле достигает +19,0°С. Среднемесячная температура января составляет около −15,0°С. Среднегодовое количество осадков составляет около 430 мм. Основная часть осадков выпадает в период с мая по август.

## История
В 1989 году существовал как — «Щучинский сельсовет», в составе Щучинского района Кокчетавской области.
В составе сельсовета находились 5 населённых пунктов— сёла Зелёный Бор (административный центр), Кумкосяк, Молбаза, Окжетпес, Подхоз.
В периоде 1991—1999 годов:
- Щучинский сельсовет был переименован и преобразован в Зеленоборский сельский округ;
- в состав Зеленоборского сельского округа был включен Мадениетский сельский округ (сёла Мадениет, Жанаталап);
- село Окжетпес было передано в состав Боровской поселковой администрации;
- после упразднения Кокшетауской области в 1997 году, территория упразднённой области вошла в состав Северо-Казахстанской области;
- с 1999 года вместе с районом — в составе Акмолинской области.

Постановлением акимата Акмолинской области от 11 июня 2007 года № А-6/203 и решением Акмолинского областного маслихата от 11 июня 2007 года № ЗС-27-14 «О внесении изменений в административно-территориальное устройство Акмолинской области по Щучинскому району», зарегистрированное Департаментом юстиции Акмолинской области 11 июля 2007 года № 3228:
- село Подхоз было переведено в категорию иных поселений и исключено из учётных данных;
- поселение упразднённого населённого пункта — вошло в состав села Зелёный Бор.

Постановление макимата Акмолинской области от 25 октября 2019 года № А-11/508 и решением Акмолинского областного маслихата от 25 октября 2019 года № 6С-38-9 «Об изменении административно-территориального устройства Бурабайского района Акмолинской области», зарегистрированное Департаментом юстиции Акмолинской области 1 ноября 2019 года № 7463:
- Зеленоборский сельский округ был преобразован со включением в его состав административно-территориального образования «Село Наурызбай батыра» общей площадью 47 661 гектар.

## Население
| Численность населения | Численность населения | Численность населения | Численность населения | Численность населения |
| 1989                  | 1999                  | 2009                  | 2020                  | 2021                  |
| --------------------- | --------------------- | --------------------- | --------------------- | --------------------- |
| 5402                  | ↘5361                 | ↘3989                 | ↗5100                 | ↘5010                 |

## Состав
| № | Населённый пункт | Тип населённого пункта       | Население, 1989 | Население, 1999 | Население, 2009 |
| - | ---------------- | ---------------------------- | --------------- | --------------- | --------------- |
| 1 | Зеленый Бор      | село, административный центр | 3 350           | 3 554           | 2 670           |
| 2 | Жанаталап        | село                         | 367             | 351             | 252             |
| 3 | Кумызынай        | село                         | 273             | 323             | 276             |
| 4 | Мадениет         | село                         | 1 228           | 975             | 662             |
| 5 | Молбаза          | село                         | 149             | 158             | 129             |
| 6 | Наурызбай батыра | аул                          | 1 469           | 1 217           | 744             |
| 7 | Подхоз           | село                         | 35              | -               | -               |

## Местное самоуправление
Аппарат акима Зеленоборского сельского округа — село Зелёный Бор, улица Н. П. Цоя, 9.
- Аким сельского округа — Баженов Мади Аканович[1].